# La Ville-aux-Clercs
La Ville-aux-Clercs é uma comuna francesa na região administrativa do Centro, no departamento Loir-et-Cher. Estende-se por uma área de 26,52 km². Em 2010 a comuna tinha 1 283 habitantes (densidade: 48,4 hab./km²).